# Тинамні
Тинамні (Tinaminae) — підродина птахів родини тинамових (Tinamidae). Включає 29 видів у трьох родах.

## Поширення
Представники підродини поширені в Центральній та Південній Америці. Мешкають у тропічних вологих лісах, на відміну від представників підродини інамбних (Rhynchotinae), що живуть у сухих лісах та саванах.

## Роди
- Татаупа (Crypturellus) — 21 вид
- Бурий тинаму (Nothocercus) — 3 види
- Тинаму (Tinamus) — 5 видів